# A Strange Transgressor
Pour plus de détails, voir Fiche technique et Distribution.
A Strange Transgressor est un film américain réalisé par Reginald Barker, sorti en 1917.

## Synopsis
Lola Montrose vit maritalement avec l'homme qu'elle aime, le chirurgien John Hampton. Se lassant de cette situation, Hampton dit à Lola qu'il veut se marier avec une femme, Paula Chester, qui exercera une bonne influence sur son fils Irwin. Lola supplie Hampton de l'épouser et lui confesse qu'elle aussi a un fils, David, qu'elle a confié à une institution religieuse, mais Hampton continue à lui dire qu'il veut privilégier l'avenir de son propre fils. Pour se venger, Lola décide de se marier avec Irwin. Après l'avoir saoulé, Lola l'emmène à l'église mais le prêtre refuse de les marier. Trop soûl pour se rendre compte que le mariage n'a pas eu lieu, Irwin emmène Lola chez lui et la présente comme son épouse. Plus tard, le fils de Lola a un accident et le docteur Hampton le sauve. Elle se repent alors et avoue que ce mariage est factice. Réalisant ses propres erreurs, Hampton accepte de s'occuper de Lola et de son fils. 

## Fiche technique
- Titre original : A Strange Transgressor
- Réalisation : Reginald Barker
- Scénario : J.G. Hawks
- Production : Thomas H. Ince
- Société de production : Triangle Film Corporation
- Société de distribution : Triangle Distributing Corporation
- Pays d’origine :  États-Unis
- Langue originale : anglais
- Format : noir et blanc — 35 mm — 1,37:1 — Film muet
- Genre : drame
- Durée : 50 minutes
- Dates de sortie :  États-Unis : 8 juillet 1917
- Licence : domaine public

## Distribution
- Louise Glaum : Lola Montrose
- J. Barney Sherry : John Hampton
- Colin Chase : Irwin Hampton
- Dorcas Matthews (en) : Paula Chester
- Mae Giraci : David
- J. Frank Burke : frère Eulofian
- Will H. Bray : Hart Chester